# Federazione Italiana Musher Sleddog Sport
La Federazione Italiana Musher Sleddog Sport è un'organizzazione fondata nel 2003 per promuovere la pratica della corsa con i cani da slitta e coordinarne l'attività agonistica, promozionale e divulgativa in Italia.

## Storia
La Federazione Italiana Musher Sleddog Sport - F.I.M.S.S. viene costituita il 18 maggio 2003 a Lugana di Sirmione (BS) su iniziativa di 5 praticanti e simpatizzanti dello sport con i cani da slitta: Ararad Khatchikian, Massimo Bassan, Monica D'Eliso, Paolo Ciurletti e Roberto Guadagnini.

Lo scopo principale della fondazione è il riconoscimento da parte del CONI come Disciplina Sportiva Associata, da parte di enti governativi come i Ministeri competenti ed il riconoscimento da parte delle più importanti federazioni Europee e Mondiali.

Attualmente la FIMSS detiene gli accrediti della International Federation of Sleddog Sport - IFSS (ottenuto nel 2004 durante il Congresso di Varsavia), della Federation Internationale Sportive de Traineau a Chiens - FISTC (ottenuto nel 2005 durante l'Assemblea Generale di Louvain) e della European Sled Dog Racing Association - ESDRA (ottenuto nel 2005 alla Assemblea Generale di Budapest).

## Albo d'Oro per Stagioni (al 10/02/2016)
CAMPIONATI MONDIALI
- Campioni Mondiali:  6
- Vicecampioni Mondiali:  5
- Terzi posti ai Mondiali:  1

CAMPIONATI EUROPEI
- Campioni Europei:  29
- Vicecampioni Europei:  28
- Terzi posti agli Europei:  21

In dettaglio
2016
- 2 Campioni Europei (Helena Guadagnini, Simone De Ferrari)
- 1 Terzo posto Campionati Europei (Claudio De Ferrari)

2015
- 1 Campione Europeo (Filippo Guadagnini)
- 2 Vicecampioni Mondiali (Claudio De Ferrari, Helena Guadagnini)
- 1 Terzo posto Campionati del Mondo (Filippo Piccinini)

2014
- 2 Campioni Europei (Filippo Piccinini, Salvatore Fogliano)
- 4 Vicecampione Europeo (Sabine Wohlfhart, Giacomo Guadagnini, Alessio del Fabbro, Claudio Driussi)

2013
- 2 Campioni del Mondo (Valentina Bottega, Loris Bottega)
- 4 Campioni Europei (Roberto Finazzer, 2 x Filippo Piccinini, Giacomo Guadagnini)
- 3 Vicecampione Europeo (Filippo Piccinini, Giulio Alessandris, Salvatore Fogliano)
- 2 terzo posto Campionati del Mondo (Ugo Delnevo, Francesco Petrella)
- 2 terzi posti Campionati Europei (Salvatore Fogliano, Alessio Del Fabbro)

2012
- 5 Campioni Europei (Massimo Martini, Pierangelo Patriarca, Paola Albanese, Loris Bottega, Filippo Piccinini)
- 6 Vicecampione Europeo (Sabine Wohlfahrt, Claudio Driussi, Giampiero Sabella, Rinaldo Marioli, Francesco Petrella, Filippo Piccinini)
- 6 terzi posti Campionati Europei (Valentina Bottega, Massimo Bassan, Ugo Delnevo, Diego Buranello, Giulio Alessandris, Salvatore Fogliano)

2011
- 4 Campioni Europei (Filippo Piccinini, Rinaldo Marioli, Diego Buranello)
- 1 terzo posto Campionati del Mondo (Massimo Martini)
- 3 Vicecampione Europeo (Nicola Benetel, Filippo Piccinini, Giulio Alessandris)
- 7 terzi posti Campionati Europei (Sabine Wohlfhart, Claudio Driussi, Diego Buranello, Alessio Del Fabbro, Massimo Martini, Michele Pizzo, Rinaldo Marioli, Ugo Delnevo)

2010
- 3 Campioni Europei (2x Filippo Piccinini, Gianni Saija)
- 1 Vicecampione Europeo (Nicola Benetel)
- 1 Terzo posto Campionati Europei (Pierangelo Patriarca)

2009
- 1 Campione del Mondo (Massimo Martini)
- 3 Campioni Europei (Filippo Piccinini, Gianni Saija, Alessio Del Fabbro)
- 1 Vicecampione Europeo (Filippo Piccinini)

2008
- 4 Campioni Europei (2x Massimo Martini, Rinaldo Marioli, Sergio Mathieu)
- 6 Vicecampioni Europei (Vanessa Bambi, Pierangelo Patriarca, Filippo Piccinini, Michele Pizzo, Mauro Lorusso, Daniele Chiefa)
- 4 terzi posti Campionato Europeo (Elisabetta Glussi, Martini Massimo, Stefano Petri, Diego Buranello)

2007
- 3 Campioni del Mondo (Rinaldo Marioli, Giampiero Sabella, Sergio Mathieu)
- 3 Vicecampioni del Mondo (Daniele Chiefa, Massimo Martini, Matteo Marioli)
- 2 Terzi posti Campionati del Mondo (Giacomo Petozzi, Ugo Delnevo)
- 1 Campione Europeo (Pierangelo Patriarca)
- 2 Vicecampioni Europei (Vanessa Bambi, Rinaldo Marioli)

2006
- 2 Campioni Europei (Filippo Piccinini, Sam Deltour)

## Albo D'Oro per atleti
- Piccinini Filippo 15
- Martini Massimo 8
- Marioli Rinaldo 6
- Delnevo Ugo 5
- Del Fabbro Alessio 4
- Fogliano Salvatore 4
- Patriarca Pierangelo 4
- Buranello Diego 4
- Wohlfhart Sabine 3
- Driussi Claudio 3
- Alessandris Giulio 3
- Guadagnini Helena 2
- Bambi Vanessa 2
- Bottega Loris 2
- De Ferrari Claudio 2
- Guadagnini Giacomo 2
- Mathieu Sergio 2
- Pizzo Michele 2
- Saija Gianni 2
- Chiefa Daniele 2
- Benetel Nicola 2
- Sabella Giampiero 2
- Petrella Francesco 2
- Albanese Paola 1
- Bottega Valentina 1
- Bassan Massimo 1
- De Ferrari Simone 1
- Finazzer Roberto 1
- Guadagnini Filippo 1
- Marioli Matteo 1
- Petozzi Giacomo 1
- Lorusso Mauro 1
- Glussi Elisabetta 1
- Petri Stefano 1
- Deltour Sam 1